# Людвіґ Байсснер
Людвіґ Байсснер (нім. Ludwig Beissner, 6 липня 1843 — 21 грудня 1927) — німецький ботанік та дендролог.

## Біографія
Людвіґ Байсснер народився в місті Людвігслюст 6 липня 1843 року.
З 1887 до 1913 року Байсснер був інспектором ботанічного саду Бонна.
Він був дуже шанованим дендрологом.
Байсснер був автором наукових робіт Handbuch der Laubholzkunde та Handbuch der Nadelholzkunde.
Помер Людвіґ Байсснер 21 грудня 1927 року.

## Наукова діяльність
Людвіґ Байсснер спеціалізувався на насіннєвих рослинах.

## Наукові роботи
- Handbuch der Laubholzkunde[6].
- Handbuch der Nadelholzkunde (3 Auflagen)[6].